# Teri Ann Linn
Teri Ann Linn (ur. 7 kwietnia 1961 w Honolulu) – amerykańska aktorka telewizyjna i filmowa, modelka i piosenkarka.
Uczęszczała do Punahou School w Honolulu. W 1981 została zdobyła tytuł Miss Hawajów. Stała się najlepiej znana jako Kristen Forrester z opery mydlanej CBS Moda na sukces. W 1998 roku ukazał się album Teri (wyd. Pool Party).

## Filmografia

### Filmy fabularne
- 1983: Female Mercenaries
- 1988: Hawajskie wakacje (Aloha Summer) jako Mary Jean
- 1996: Ryzykowna gra (wideo) jako Becky
- 1999: Kosmiczny terror (Fallout) jako Amanda McCord

### Seriale TV
- 1977: Hawaii Five-O
- 1982: Flamingo Road
- 1982: Magnum (Magnum P.I.) jako Wendy Clane
- 1982: Grand Prix All Star Show jako hostessa
- 1983: Magnum (Magnum P.I.) jako Angie / 'Legs,' żona Clarence’a
- 1984: Mike Hammer jako Abbie/Joey
- 1984: Posterunek przy Hill Street (Hill Street Blues) jako dziewczyna w kasynie
- 1985: Adieu la vie
- 1985: Riptide jako członek załogi
- 1985: T.J. Hooker jako Mary Ann Price
- 1986: The Fall Guy jako modelka
- 1987-90: Moda na sukces (The Bold and the Beautiful) jako Kristen Forrester (#1)
- 1991: Monsters jako Linda
- 1991: Dallas jako Kimberly Kavanaugh
- 1992: Herman’s Head jako Jennifer
- 1992: Jedwabne pończoszki (Silk Stalkings) jako Trish
- 1994: Moda na sukces (The Bold and the Beautiful) jako Kristen Forrester Dominguez (#1)
- 1999: Anni '60 jako Giulia Colombo

## Dyskografia

### Albumy
- 1993: Love Is The Answer (wyd. Fazer Music)
- 1997: Be Young, Be Foolish, Be Happy (wyd. Fazer Music/Warner Music Finland Oy)
- 1998: Teri (wyd. Pool Party)

### Single
- 1994: In Your Eyes / Love Is The Answer (wyd. Fazer Music)
- 1994: Love Is The Answer (wyd. Intercord)
- 1997: Teri Ann Linn & Danny – Another Kind Of Love Affair (wyd. Fazer Music/Warner Music Finland Oy)